# Sinforoso Aguilar
Sinforoso Aguilar (ur. 1891 w mieście Gwatemala, zm. 1949) −
pisarz gwatemalski, przedstawiciel generacji 1910.
Poeta i dziennikarz, tworzący pod pseudonimem Xavier de Ximenes. Był założycielem gazet "El Demócrata" i "La Nación" (1920). Pełnił misję konsula w Niemczech (1926–1931). Wydał tomiki poezji El parque ensoñador (1921), Esfumes de ópalo (1921) i Templos abandonados y otros poemas (1923).